# Partido Justicialista
Der Partido Justicialista (PJ, wörtlich „Justizialistische Partei“; von spanisch justicia, „Gerechtigkeit“; zuvor formal und bis heute im Volksmund Partido Peronista, „Peronistische Partei“) ist eine argentinische Volkspartei. Sie ist das Hauptorgan des Peronismus.
Die Partei stellte von 1946 bis 1955 sowie 1973/74 mit ihrem Gründer Juan Perón, von 1974 bis 1976 mit Isabel Martínez de Perón („Isabelita“), von 1989 bis 1999 mit Carlos Menem, von 2001 bis 2003 mit Eduardo Duhalde, von 2003 bis 2007 mit Néstor Kirchner, von 2007 bis 2015 mit Cristina Fernández de Kirchner  und von 2019 bis 2023 mit Alberto Ángel Fernández den Präsidenten. Ab 2003 teilte sich die Partei in mehrere peronistische Strömungen auf.

## Geschichte

### Entstehung und Machtgewinn (1945–1955)
Die Peronistische Partei entwickelte sich aus einer 1945 entstandenen Unterstützerbewegung für Juan Domingo Perón, damals Sozialminister der Regierung Edelmiro Julián Farrells und aussichtsreichster Kandidat dessen Regierung für die Präsidentschaftswahlen. Seine Kandidatur 1946 wurde von drei Parteien getragen: der Partido Laborista (Arbeiterpartei), der Junta Renovadora, einer Abspaltung der Unión Cívica Radical, und der konservativen Partido Independiente. Perón erreichte mit 56 % der Stimmen die absolute Mehrheit.
Nach der Machtübernahme wurden die drei Parteien unter dem Namen Partido Único de la Revolución (spanisch für „Einheitspartei der Revolution“) vereint, der kurz darauf in Partido Peronista geändert wurde. Die Peronisten blieben zwischen 1946 und 1955 an der Macht. Als wichtigster Pfeiler der Parteistruktur galt die vereinheitlichte Gewerkschaft Confederación General del Trabajo (CGT). Indem er Oppositionelle aus der CGT entfernen ließ, gelang es Perón, den Einfluss des Kommunismus und des Anarchismus, die bis dahin die Gewerkschaftsbünde bestimmt hatten, weit zurückzudrängen.
Dennoch war die Peronistische Partei eher eine Arbeiterpartei. Die Mittel- und Oberschicht war traditionell eher der Unión Cívica Radical zugeneigt. Trotz verschiedener Versuche gelang es zu keinen Zeitpunkt eine einheitliche peronistische Ideologie zu entwickeln. Während Peróns Herrschaft konnten die verschiedenen Strömungen jedoch unter Kontrolle gehalten werden.

### Verbot und dritte Präsidentschaft Peróns (1955–1976)
Nach dem Staatsstreich 1955, der zur Absetzung der Regierung Perón führte, wurde die Peronistische Partei zunächst verboten, Perón selbst floh ins Exil. Die beiden demokratisch gewählten Präsidenten Arturo Frondizi (1958–62) und Arturo Umberto Illia (1963–66), beide Radikale (UCR), hoben das Verbot zeitweise wieder auf, um wieder rechtsstaatliche Verhältnisse herzustellen. Ab 1958 wurde die Peronistische Partei offiziell als Partido Justicialista geführt. Die Bezeichnung Partido Peronista bzw. Peronisten für ihre Anhänger blieb jedoch weiter üblich, bis das Gesetz 19.102 im Jahr 1971 alle Namensnennungen in Parteinamen untersagte. Sowohl 1962 als auch 1965 konnte der PJ bei verschiedenen Wahlen eine deutliche Mehrheit einfahren, was zur Absetzung beider Präsidenten durch das antiperonistisch eingestellte Militär führte. Erlaubten diese 1963 noch eine Redemokratisierung, führte der peronistische Wahlsieg bei der Parlamentswahl 1965 indirekt zur Revolución Argentina, wie sich die Militärdiktatur zwischen 1966 und 1973 nannte, die strikt antiperonistisch eingestellt war.
Ende der 1960er Jahre zerfiel die Partei in zahlreiche rivalisierende Flügel mit linken und rechten Randgruppen, aus deren linkem Flügel Anfang der 1970er die Stadtguerilla-Organisation Montoneros entstand, die für zahlreiche Anschläge verantwortlich war. Nach dem Scheitern der Militärdiktatur konnte Perón nach der kurzen Präsidentschaft des linken Peronisten Héctor Cámpora 1973 wieder an Wahlen teilnehmen, die er gewann. Während seiner Regierungszeit entstand die paramilitärische, aus der extremen Parteirechten hervorgegangene Organisation Alianza Anticomunista Argentina. Nach Peróns Tod 1974 und dem Amtsantritt von María Estela Martínez de Perón radikalisierten sich die rechten und linken Flügel, was zu bürgerkriegsähnlichen Zuständen führte.

### Neuperonismus (nach 1976)
Nach dem Staatsstreich 1976 wurde der PJ während der Argentinischen Militärdiktatur zwar nicht aufgelöst, aber ihm wie den anderen Parteien auch bis 1983 jede politische Tätigkeit untersagt. Damit war das Ende der Peronistischen Partei (die zu diesem Zeitpunkt nicht mehr als einheitliche Organisation existierte) in ihrer alten Form gekommen. Die radikalen Flügel blieben bis 1978 noch von Bedeutung, bis sie von den staatsterroristischen Methoden der Militärregierung aufgerieben wurden und in der Bedeutungslosigkeit versanken.
1981 vereinte sich die Partei mit der UCR und einigen kleineren Parteien zu einer demokratischen Bewegung namens Multipartidaria. Wegen ihres Drucks sowie des verlorenen Falklandkrieges 1982 konnte die Wiedereinführung der Demokratie erreicht werden. Die ersten freien Wahlen wurden jedoch verloren, die UCR gewann unter Raúl Alfonsín. Nach dieser Niederlage setzte sich Mitte der 1980er Jahre eine jüngere Politikergeneration durch, die demokratische Wahlen von der Basis bis zur Spitze erzwang und die Verflechtung mit dem Gewerkschaftsverband CGT lockerte. Einer der Protagonisten dieser neuen Ausrichtung des Peronismus, des sogenannten Neoperonismus, war der Gouverneur der Provinz La Rioja, Carlos Menem, der die Wahlen 1989 inmitten einer schweren Wirtschaftskrise gewann und die Macht bis 1999 halten konnte. Menem sorgte für eine ideologische Neuausrichtung, die Teile der alten, nationalpopulistisch geprägten Ideologie sowie Elemente aus dem Liberalismus integrierte. Diesem Muster folgte jedoch nicht die gesamte Partei, so dass eine erneute Spaltung ihren Lauf nahm. So gründeten sich als Abspaltungen zunächst die Parteien Nueva Dirigencia und Acción por la República, denen jedoch keine nennenswerten Wahlerfolge gelangen.
Nach dem Verlust der Wahl 1999 an die UCR nahm die Bedeutung der Partei ab 2001 wieder zu, als wegen der beginnenden Argentinien-Krise immer mehr Unmut der Bevölkerung an der UCR-Regierung laut wurde. Nach dem Rücktritt von Fernando de la Rúa gelangte die Macht zunächst an Eduardo Duhalde, dessen Regierungszeit jedoch nur als Verwaltung der Krise angesehen werden kann. In dieser Zeit spitzten sich die Konflikte zwischen den Parteiflügeln zu. Dies führte dazu, dass zu den Präsidentschaftswahlen 2003 gleich drei peronistische Kandidaten antraten: Adolfo Rodríguez Saá, ein Nationalpopulist, Carlos Menem, der auf die Rückkehr zum Monetarismus setzte, und Néstor Kirchner, ein Sozialdemokrat, der die Wahl schließlich gewann. Seine Ehefrau Cristina Fernández de Kirchner konnte 2007 die Präsidentschaftswahlen für sich entscheiden.
Bis 2008 war die Partei von den Flügelkämpfen zwischen den verschiedenen Richtungen geprägt. Mehrmals wurde überlegt, die Partei auch offiziell zu spalten, dies wurde jedoch bisher von den Führungspersönlichkeiten aus strategischen Gründen abgelehnt. Der 2003 gegründete Frente para la Victoria, eine lose Wahlallianz der Unterstützer Kirchners, konnte in den folgenden Jahren im PJ an Einfluss gewinnen. Zudem entwickelte sich die Jugendorganisation La Cámpora zu einer einflussreichen Kraft. 
Nachdem der Frente para la Victoria im Juni 2009 die Parlamentswahl verloren hatte, gab Kirchner den Parteivorsitz an den Gouverneur der Provinz Buenos Aires, Daniel Scioli, ab. Im März 2010 nahm Kirchner den Vorsitz der Partei jedoch wieder an. Nach dem Tod Néstor Kirchners im Oktober 2010 ging der Parteivorsitz interimistisch erneut an Scioli. Erst im Mai 2014 wurde mit Eduardo Fellner, dem Gouverneur der Provinz Jujuy, ein neuer Parteivorsitzender gewählt.
Unter der Präsidentin Cristina Fernández de Kirchner war der Frente para la Victoria als Strömung der PJ (sog. Kirchnerismo, am ehesten als Linkspopulismus einzustufen) weiter stärkste Kraft. Nach der Wahlniederlage 2015 gegen Juntos para el Cambio trat der Frente para la Victoria 2019 nicht mehr an. Zahlreiche Unterstützer schlossen sich dem Frente de Todos an, der fortan die einflussreichste peronistische Strömung und mit Alberto Ángel Fernández von 2019 bis 2023 den Präsidenten stellte.
Generell lässt sich das europäische Politik-Schema nicht in Argentinien anwenden, da vor allem der PJ verschiedene politische Ausrichtungen unter einem Dach vereint.